# Oinochoe des Schuwalow-Malers (Berlin F 2414)

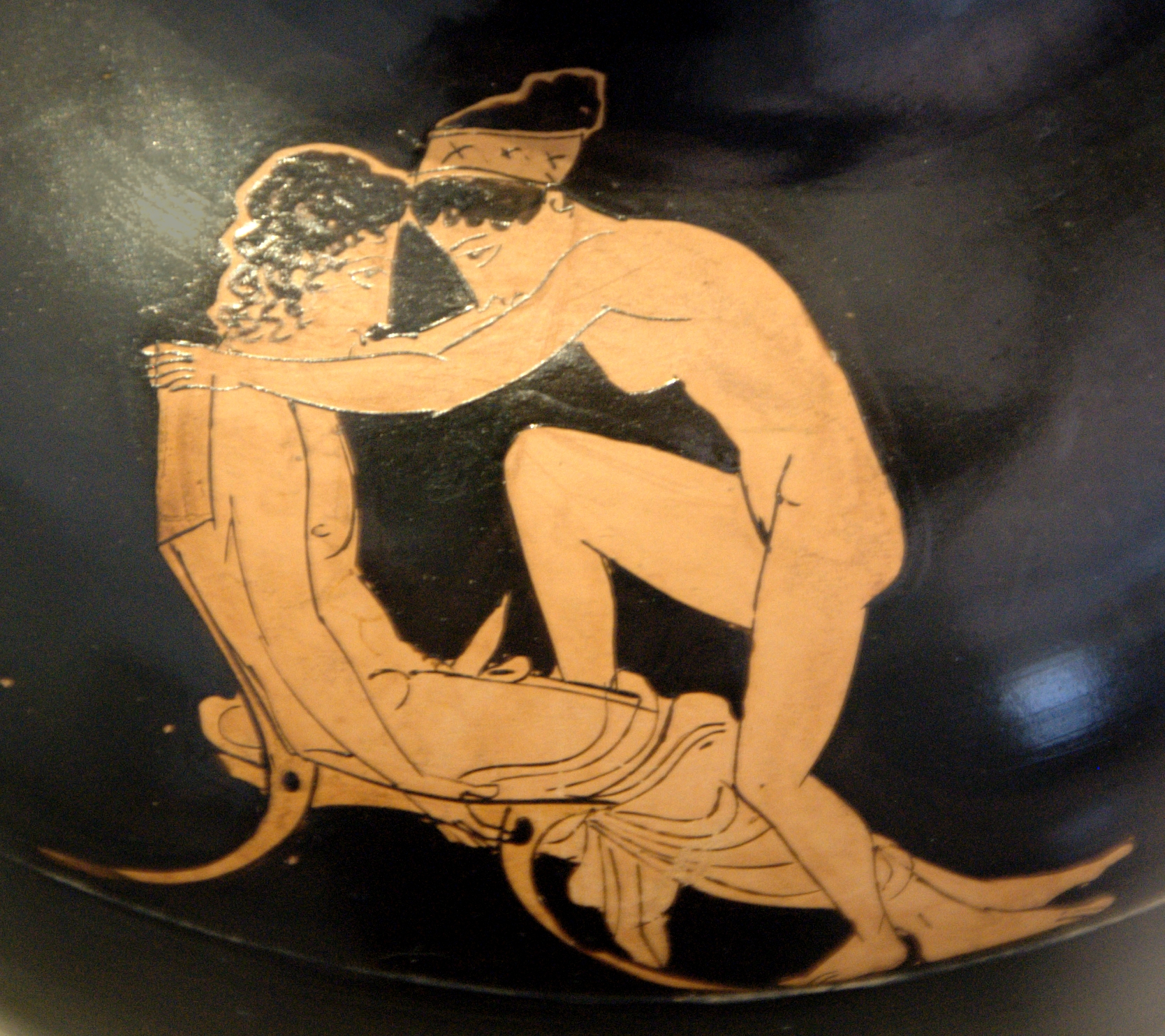
Detailansicht

Die Oinochoe des Schuwalow-Malers in der Berliner Antikensammlung, Inventarnummer F 2414, zeigt eine der bekanntesten erotischen Darstellungen der griechischen Vasenmalerei.

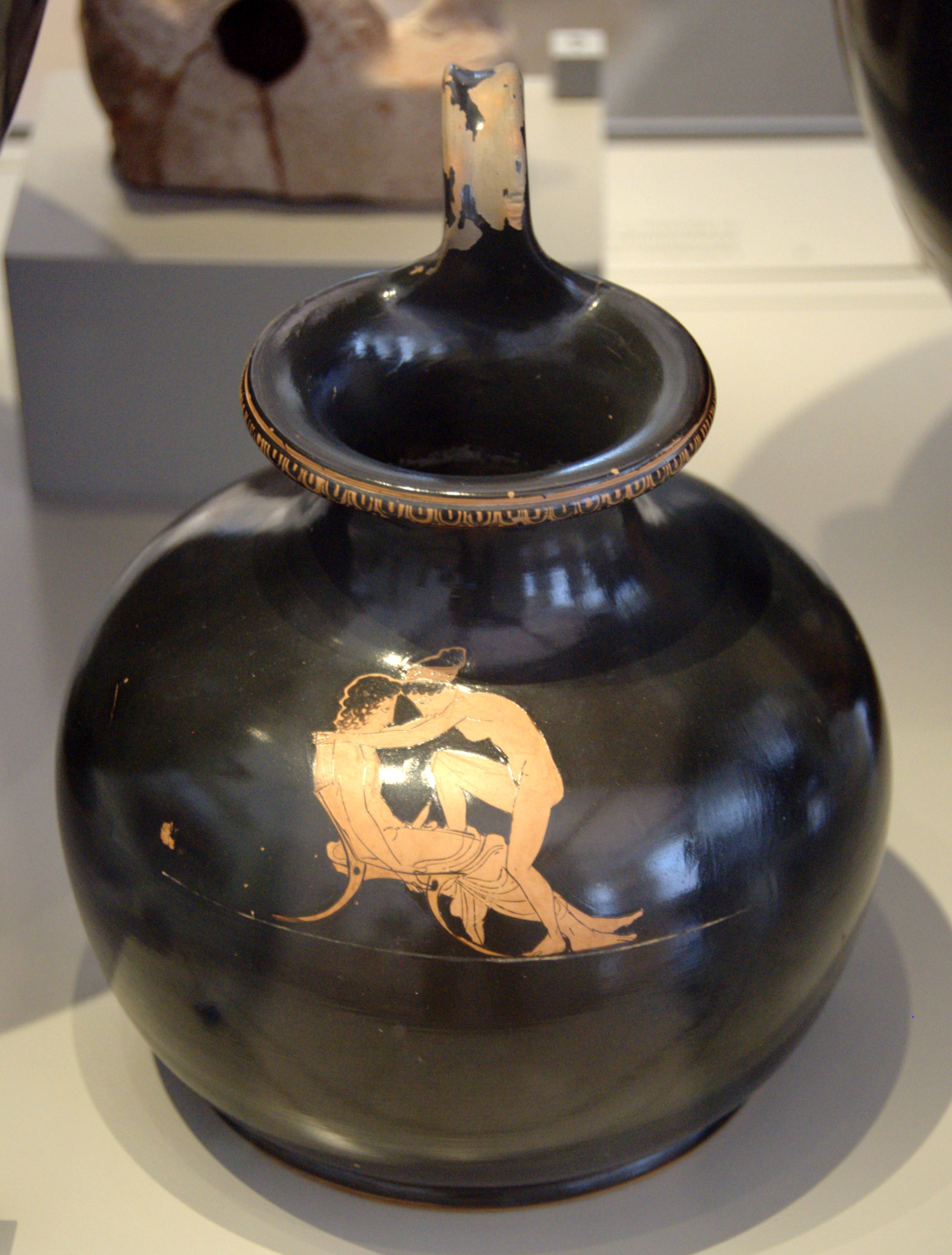
Gesamtansicht der Oinochoe

Die recht kleine Oinochoe wurde im unteritalischen Locri gefunden. Die Tonkanne fällt durch ihre fast vollständig in schwarzem Glanzton gehaltene Dekoration auf, bei der das kleine rotfigurige Bild besonders hervorsticht. Es befindet sich an der dem Henkel gegenüberliegenden Seite, an der oberen Wölbung des Kannenbauches. Das Bild zeigt einen jungen Mann und eine Frau kurz vor dem Geschlechtsakt. Der Jüngling, dessen Jugend durch die lang auf Schläfe und Nacken herabfallenden Locken klar ersichtlich ist, sitzt eng in einen Lehnstuhl gepresst und hält sich mit den Händen zusätzlich an dessen Sitzfläche fest. Seine Beine hält er eng aneinandergepresst und ausgestreckt, bereit zur Vereinigung. Sein Gewand ist bis zu den Schenkeln heruntergestreift. Die Initiative in der gezeigten Szene geht fraglos von der bis auf ein breites Haarband vollständig unbekleideten Frau aus. Sie hält sich an der Lehne fest und hat das rechte Bein erhoben und ist kurz davor, sich auf den Schoß des jungen Mannes zu setzen. Der Blickkontakt und die Berührung durch die Köpfe zeigen eine gewisse Verbundenheit, ja sogar Innigkeit, die bei der Szene unerwartet erscheint. Immerhin legen die Normen und Konventionen der athenischen Gesellschaft nahe, dass es sich bei der Frau nur um eine Prostituierte handeln kann. Eine ehrbare Griechin würde niemals auf eine solche Weise gezeigt werden, zudem wäre es für eine ehrbare Frau unschicklich gewesen, derartig die Initiative beim Liebesspiel zu ergreifen. Damit ist klar, dass diese Szene entweder in einem Bordell spielt oder im Rahmen eines Symposions zu vermuten ist. Die angespannte Haltung und der schüchterne Blick des Jünglings legen zudem nahe, dass seine sexuelle Erfahrungen noch gering sind, womöglich zeigt das Bild einen ersten sexuellen Kontakt mit einer Frau.
Die Oinochoe wird aufgrund stilistischer Studien dem sogenannten Schuwalow-Maler zugeschrieben, der zwischen 440 und 410 v. Chr. in Athen eine Werkstatt betrieb. Die Vase wird in die Zeit um 430 v. Chr., spätestens aber wohl um 420 v. Chr., datiert. Sie ist sehr gut erhalten, es fehlt nur etwas schwarzer Glanzton an der Oberlippe und am Henkel, zudem gibt es eine kleine Fehlstelle am Vasenfuß. Die hier genutzte Oinochoenform ist relativ selten. Das Gefäß ist 19 cm hoch und hat ohne Henkel einen Durchmesser von 15,5 cm. 1828 wurde sie mit anderen Stücken der Sammlung von Koller für die Antikensammlung Berlin erworben. Heute wird sie in einem leicht separierten Raum mit erotischer Kunst in der Antikensammlung im Alten Museum präsentiert. Aufgrund der feinen Zeichnung ihrer hochwertigen Qualität ist das Bild eines der am häufigsten in einschlägigen Arbeiten gezeigten Werke der griechischen Vasenmalerei.